# Jodhpur (broek)

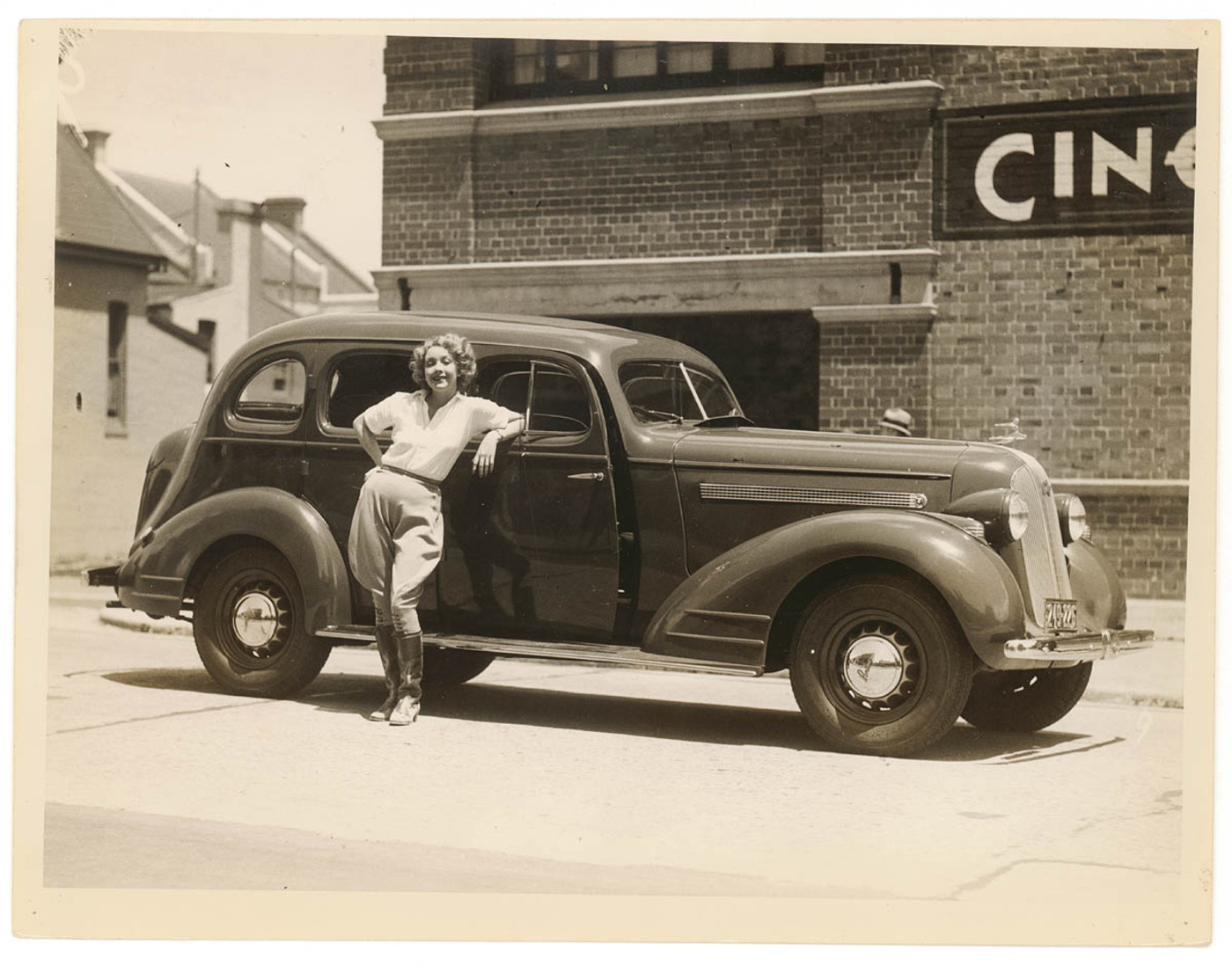
Actrice Helen Twelvetrees in klassieke Europese jodphurs (1936)

Een jodphur is een broek die vooral wordt gedragen tijdens het paardrijden. De jodphur is oorspronkelijk gebaseerd op een traditionele rijbroek uit Noord India, die eind 19e eeuw in India is aangepast voor polo-spelers. Deze polokleding werd begin 20e eeuw populair in Europa en Noord Amerika als ruiterkleding voor mannen en vrouwen. 
De eerste westerse jodphurs sloten van enkel tot knie strak om het onderbeen, en werden wijder rond bovenbenen en heupen om gemakkelijk in het zadel te kunnen bewegen. De modernere versie van de jodphur is gemaakt van stevige stretchstof, is van enkel tot heup aansluitend en heeft een strak manchet rond de enkel. Jodphurs zijn onderdeel (geweest) van uniformen van leger en motorpolitie. 

## Geschiedenis
Jodhpurs zijn vernoemd naar Jodhpur, een stad in de moderne Indiase staat Rajasthan. Ze zijn gebaseerd op traditionele ruiterkleding van het Indiase subcontinent: een lange broek, nauwsluitend van de kuit tot de enkel, met verstevigde stof die de binnenkant van de kuit en de knie tijdens het rijden beschermt tegen wrijving. Rond de dijen en heupen was de broek wijd, om meer beweging mogelijk te maken. Een vergelijkbaar model broek, de churidar, wordt nog steeds gedragen op traditionele Jodhpuri bruiloften
Pratap Singh, een zoon van de Maharadja van Jodhpur, paste rond 1890 het traditionele ontwerp van deze rijbroek aan voor zijn poloteam. Toen hij met zijn team Engeland bezocht tijdens de viering van het diamanten jubileum van koningin Victoria in 1897, veroorzaakte deze rijkleding met wijd uitlopende bovenbenen en heupen een sensatie. 
Britse ruiters combineerden het Indiase ontwerp met het bestaande model Engelse rijbroek, die halverwege de kuit eindigde en gedragen werd met hoge rijlaarzen. Hoewel de term jodhpurs werd gebruikt voor deze stijl van rijbroeken, waren het dus eigenlijk geen echte jodhpurs maar ‘uitlopende heupbroeken’.  De modernere versie van de jodphur is gemaakt van stevige stretchstof, is van enkel tot heup nauwsluitend en heeft een strak manchet rond de enkel.

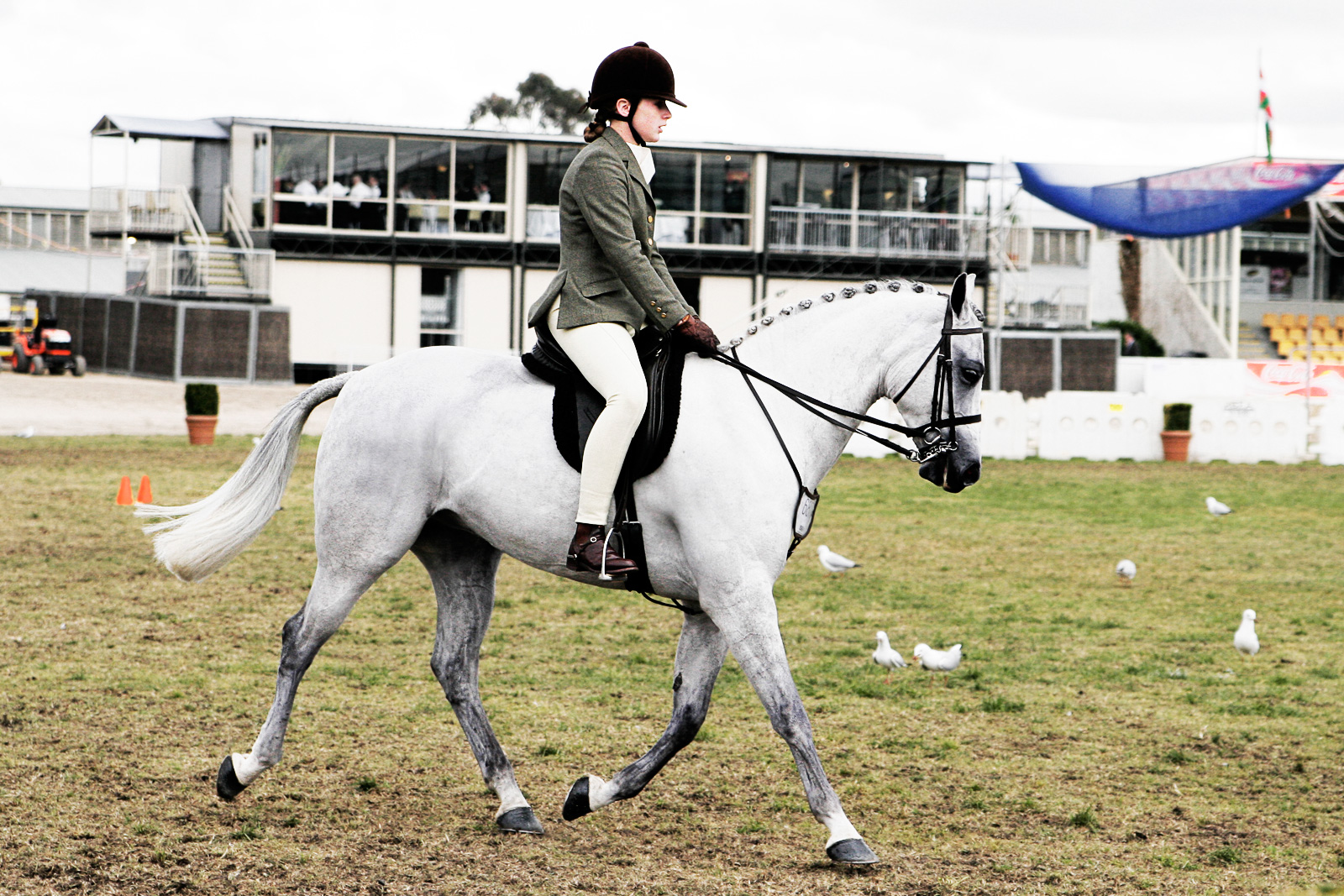
Ruiter in moderne jodphurs met korte laarzen

Vrouwen begonnen jodhpurs te dragen in de jaren 1920, toen ze overgingen van amazonezit naar het schrijlings berijden van paarden

## Ruiterkleding
Speciale aanpassingen in de jodphur in verband met het paardrijden zijn onder andere dat de beennaden aan de buitenkant van het been zitten. De binnenkant van de knie is verstevigd met een lap slijtvast materiaal, zoals leer. Soms is er een soortgelijke leren lap op het zitvlak dat de ruiter helpt om stil te blijven zitten in het zadel. Klassieke jodhpurs zijn beige of wit, maar worden in de 21e eeuw in verschillende kleuren gemaakt.  
Een traditionele Europese rijbroek komt ongeveer tot halverwege de kuit en is ontworpen om gedragen te worden met lange kousen en hoge laarzen. Jodhpurs komen tot de enkel en worden gedragen met korte, enkelhoge jodhpurlaarzen, ook wel paddocklaarzen genoemd. Soms worden er knielange halfhoge kousen of leggings aan toegevoegd.

## Beroepskleding

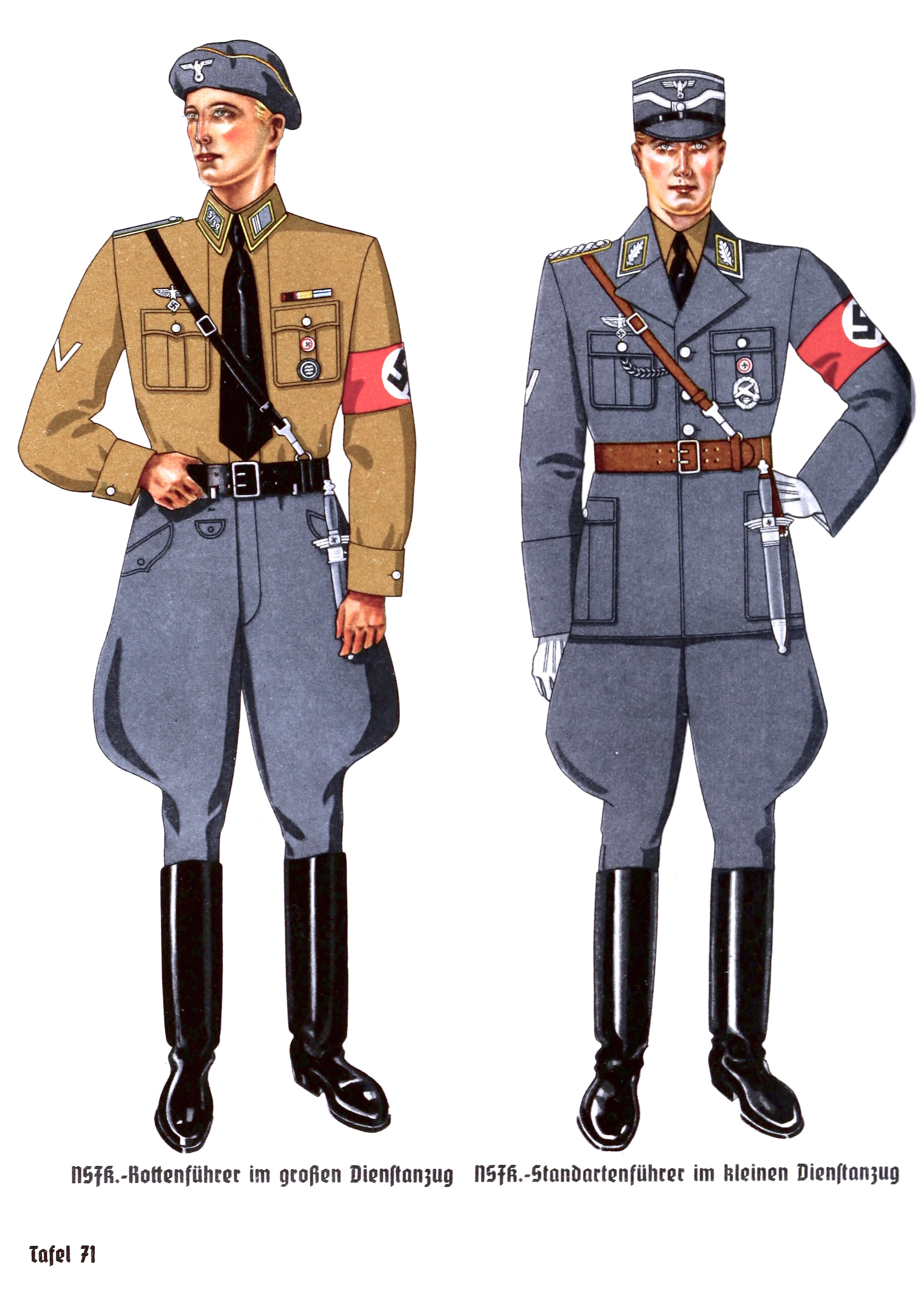
Jodphur als onderdeel uniform van Duitse vliegenierskorps (1943)

Uitlopende rijbroeken met hoge laarzen maakten deel uit van het militaire uniform van legerofficieren in Keizerlijk Duitsland, de Tweede Poolse Republiek, nazi-Duitsland en veel Oostbloklanden, waaronder de voormalige USSR en  de DDR. Jodhpurs, of uitlopende heupbroeken, werden ook gebruikt als uniform voor sommige motorpolitiediensten.

## Mode
Een van de eerste bekende vrouwen die jodhpurs ging dragen was de Franse modeontwerper Coco Chanel. Ze werd geïnspireerd door de rijbroek gedragen door de bruidegom van een vriendin. In de late 20e eeuw hebben verschillende ontwerpers hippische stijlen in hun kleding verwerkt, waaronder jodhpurs. Ralph Lauren is de bekendste van deze ontwerpers en paste ruiterstijlen en -motieven toe als basis voor zijn Ralph Lauren Polo-lijn. 